# Авнијер
Авнијер (фр. Avenières) насеље је и општина у источној Француској у региону Рона-Алпи, у департману Изер која припада префектури Ла Тур ди Пен.
По подацима из 2005. године у општини је живело 4600 становника, а густина насељености је износила 144 | становника/km². Општина се простире на површини од 32 km². Налази се на средњој надморској висини од 230 метара (максималној 260 m, а минималној 200 m).

## Демографија
| 1962. | 1968. | 1975. | 1982. | 1990. | 1999. | 2011. |
| ----- | ----- | ----- | ----- | ----- | ----- | ----- |
| 3.117 | 3.181 | 3.402 | 3.495 | 3.933 | 4.308 | 5.437 |

График промене броја становника у току последњих година